# Énna Aignech
Énna Aignech (i.e. Rapide, Fougueux une épithète réservée habituellement aux chevaux),fils aîné de Óengus Tuirmech Temrach.Il est selon les légendes médiévales et la tradition pseudo-historique irlandaise un Ard ri Erenn.

## Règne
Énna Aignech accède au trône après avoir tué son prédécesseur Nia Segamain qui était le successeur et meurtrier de son cousin Conall Collamrach, Il règne 20 ans (A.F.M) ou 28 ans (F.F.E) à la fin desquels il est tué par Crimthann Coscrach de la famille rivale de Lóegaire Lorc, lors de la Bataille d'Ard Crimthainn. Après lui sa lignée sera écartée du titre de « Haut roi » pendant plusieurs générations.

## Chronologie
Le Lebor Gabála Érenn synchronise son règne avec celui de Ptolémée VIII en Égypte Ptolémaïque (145-116 av J.-C.. La chronologie de Geoffrey Keating Foras Feasa ar Éirinn date son règne de 219-191 av J.-C. et les Annales des quatre maîtres de 313 à 293 av. J.-C..

## Source
- (en) Cet article est partiellement ou en totalité issu de l’article de Wikipédia en anglais intitulé « Énna Aignech » (voir la liste des auteurs), édition du 1 avril 2012.